# Всеобщее образование
Всеобщее образование, всеобуч — принцип и результат организации системы народного образования в стране, при котором дети определенного возраста, представители всех без исключения социальных классов, слоёв и групп населения получают образовательную подготовку, в минимальном объёме, который устанавливается законами государства.
На протяжении XX века страны мира, независимо от их социально-политического устройства, обеспечивают современное, качественное и доступное всеобщее образование, как минимум на уровне начального, бесплатно, часто закрепляя это в конституциях в виде одного из основополагающих гражданских прав.
В зависимости от уровня экономического развития, степени социальной ориентированности внутренней политики и наличия материальных предпосылок (здания школ, возможности бюджета в плане оплаты подготовки и труда учителей) минимальный объём бесплатно предоставляемого всеобщего образования может варьироваться от начального (как правило, не менее 3-4 лет) в наименее развитых, и до среднего в более развитых странах.

## История
Движение ко всеобщему образованию началось в Европе в XVII—XVIII веках и было во многом связано с требованием чтения Библии каждым человеком в протестантских государствах. Первые законы о всеобщем образовании были приняты в государствах Германии. В 1619 году такой закон был принят в Веймарском княжестве, а в середине XVII века — в Готском. В 1717 году был принят закон о всеобщем обучении в Пруссии, а затем, в XVIII веке — еще в ряде германских государств.
В Дании закон о всеобщем начальном образовании был принят в 1814 году, в Швеции — в 1842 году, в Норвегии — в 1848, в США в разных штатах такие законы принимались с 1852 года до первых десятилетий XX века, в Японии — в 1872 году, в Италии — в 1877 году, в Англии — в 1880 году, во Франции — в 1882 году.
В Российской империи в 1910 году было установлено 4-летнее обучение для всех уже существующих начальных школ. Хотя обсуждение законопроекта о всеобщем начальном образовании откладывалось несколько раз и 6 июня 1912 г. Государственный совет законопроект отклонил, «Со времени издания закона от 3 мая 1908 г. в стране начинают проводиться первые мероприятия, связанные с реализацией проекта введения всеобщего образования в стране, который предполагал создание школьных сетей начальных учебных заведений». Эти мероприятия (в том числе увеличение числа школ и их доступности в радиусе не более 3 верст) проводились неуклонно вплоть до 1917 года (в том числе и во время Первой мировой войны). Всеобщее обязательное начальное образование было введено в СССР в 1930 году, став частью культурной революции в ходе социалистических преобразований в стране.
В XX веке сроки обязательного образования во всех развитых странах увеличились, средняя продолжительность обязательного обучения увеличилась на протяжении века с 6 до 10 лет. Впервые система массовых бесплатных средних школ возникла в США в конце XIX века.
По данным на 2015 год, лишь около 55 стран мира из 200 дают возможность всеобщего доступа к начальному образованию, из 1,9 млрд детей в мире 75 млн не посещали школу, из них 41 млн — девочки. По данным на 2003 год, в 101 стране за обучение в начальной школе взималась плата.